# Svanholm
Svanholm est un ancien manoir et ses terres, situé à 55 km à l'ouest de Copenhague au Danemark, qui a été reconverti en écovillage. En 1978, une association de plus de cent personnes a acheté le domaine pour créer la plus vaste communauté intentionnelle du Danemark. Le collectif de Svanholm cultive sa propre nourriture et il fut l'un des pionniers de l'agriculture biologique au Danemark. En juillet 2006, la communauté était composée de 70 adultes et 35 enfants âgés de 0 à 18 ans. Ces membres possèdent collectivement près de 400 hectares composés de terres agricoles, de parcs et de bois.  

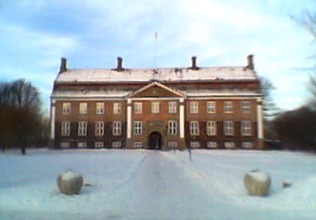
Le manoir vu de face en janvier 2006

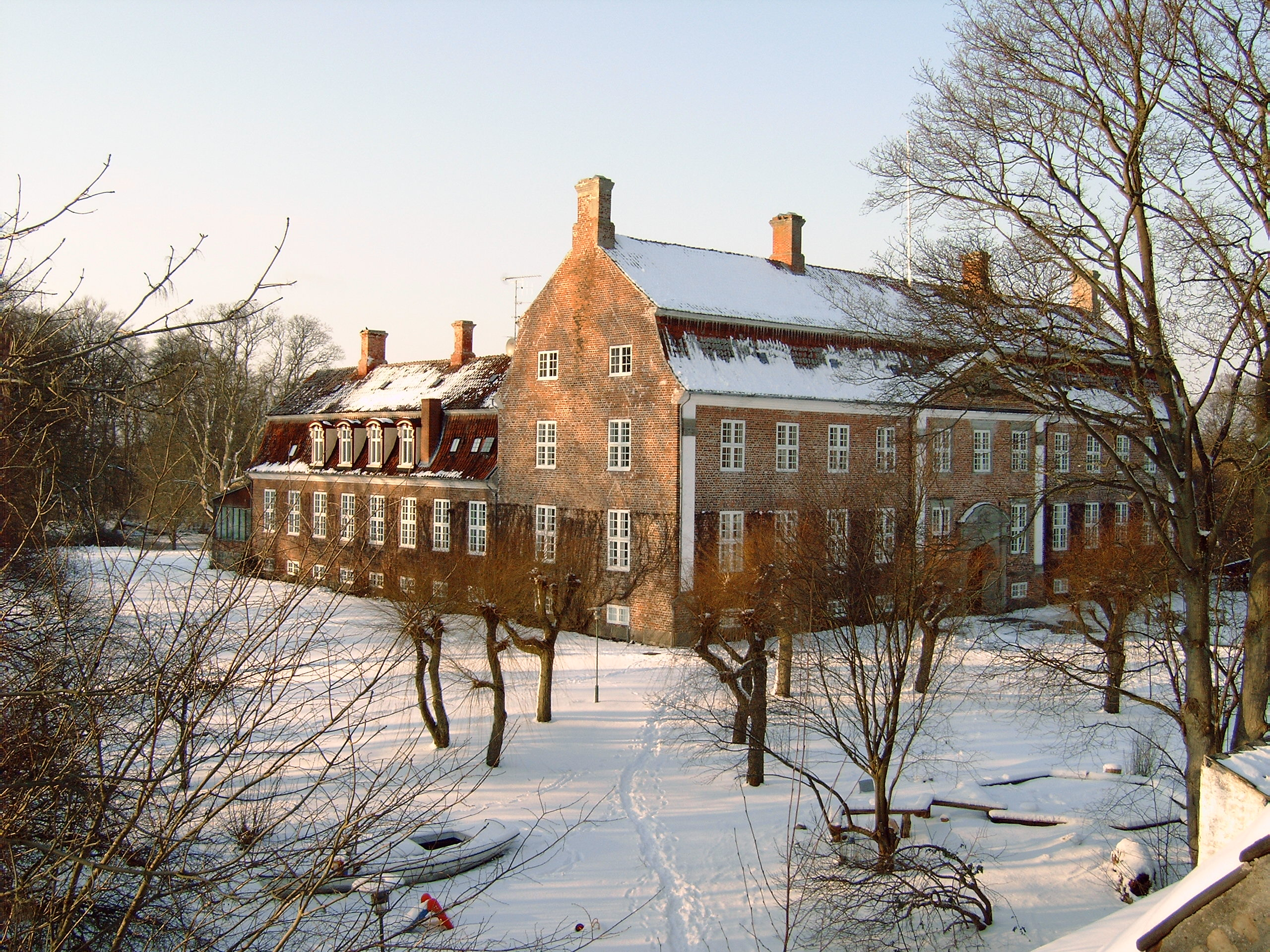
Le manoir vu de côté en février 2005

Le nom "Svanholm" provient des mots danois "svan" et "holm" qui signifient respectivement "cygne" et "îlot". "Svanholm" peut donc se traduire par "l'îlot du cygne".

## Géographie
Le domaine de Svanholm est localisé au nord du village de Skibby sur la côte nord du Seeland danois. Il consiste en un bâtiment principal (l'ancien manoir) auquel s'ajoutent douze autres constructions, résidences ou bâtiments utilitaires, plus ou moins proches.

## Histoire
La plus ancienne mention de Svanholm dans un document historique date de 1346. Le propriétaire de l'époque était le chevalier Niels Knudsen Manderup.